# Xian de Shangshui
Le xian de Shangshui (商水县 ; pinyin : Shāngshuǐ Xiàn) est un district administratif de la province du Henan en Chine. Il est placé sous la juridiction de la ville-préfecture de Zhoukou.

## Démographie
La population du district était de 1 127 568 habitants en 1999.